# Clarice Stackelberg
Clarice Mary Stackelberg, född Proctor den 13 december 1912 i Blairgewrie, Perthshire, Skottland, död 16 maj 1962 i Stockholm, var en brittisk-finländsk-svensk friherrinna, översättare, målare, tecknare och grafiker.
Hon var dotter till captain William Tife Proctor och Ivy Griffith samt från 1936 gift med disponenten Alexander Stackelberg. Hon studerade konst vid Heatherley School of Fine Art i London 1930–1932 och vid Académie Colarossi i Paris 1933 samt för en privatlärare i Florens. Hon var under det finska vinterkriget The voice of Finland i de finska radiosändningarna som sändes på engelska. I slutet av andra världskriget kom hon och hennes man som flyktingar till Sverige. Separat ställde hon ut på Chelsea Studio Club i London 1934 och hon medverkade i de ungas utställning på Helsingfors konsthall 1938; i Sverige ställde hon ut tillsammans med sin man på ett flertal platser i landet.
Under fortsättningskriget dömdes hon för spioneri för Storbritanniens räkning i Finland.